# Särlingskonst

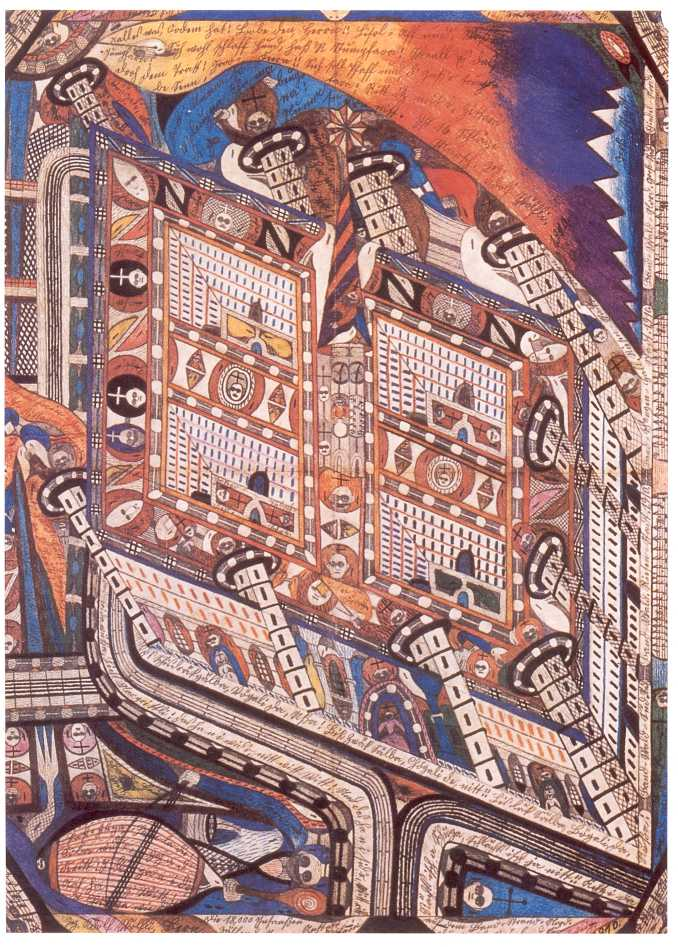
Adolf Wölflis Irren-Anstalt Band-Hain, 1910.

Särlingskonst är en konstterm, ibland synonym med folkkonst eller självlärda konstnärer, för att beskriva konst som görs av personer utan formell konstnärlig utbildning och som inte har någon kontakt med det etablerade konstlivet, eller som aktivt valt att stå utanför. På franska skapade den franske konstnären Jean Dubuffet begreppet L'art brut (fr: den råa konsten) för att beskriva denna typ av konst. Dubuffet fokuserade dock främst på konst skapad av mentalsjuka patienter. På engelska skapade konstkritikern Roger Cardinal 1972 den engelska synonymen outsider art.
Dubuffets term är ganska specifik, medan den svenska och engelska termen används bredare, och inkluderar många självlärda konstnärer och en viss typ av naiv konst. Ofta lever konstnären ett marginaliserat liv och inte sällan upptäcks konsten först efter konstnärens död. Den särlingskonst som oftast röner störst uppmärksamhet är konst som illustrerar extrema mentala tillstånd, okonventionella idéer eller genomarbetade och detaljerade fantasivärldar.
Den engelska termen Outsider art har kommit att bli en framgångsrik kategorisering på konstmarknaden. Bland annat anordnas årligen sedan 1992 en konstmässa för denna konstform i New York. Denna popularitet har fört med sig att många olika former av konst skapad utanför konstvärldens mittfåra kategoriseras på samma sätt.
Exempel på särlingskonstnärer är Maud Lewis, Ferdinand Cheval, Eugenio Santoro, Alfredo Pirucha, Simon Rodia, Adolf Wölfli, Karl-Hans Janke, Döderhultarn, Lim-Johan, Elsa Grünewald och Henri Rousseau beskrivs ibland som särlingskonstnär.